# Tapurah
Tapurah este un oraș în Mato Grosso (MT), Brazilia.